# Rabia

Den stiliserade Rabia-symbolen.

Rabia, i stiliserad form R4BIA, är en symbol och fingertecken som används för att visa stöd för motståndet mot militärens maktövertagande i Egypten 2013. Det används främst av anhängare till den avsatta presidenten Muhammad Mursi och Muslimska Brödraskapet. Den visas genom att visa fyra uppsträckta fingrar och handflatan framåt och med tummen vikt mot handen.
Symbolen började visas som handtecken och som stiliserad symbol på sociala medier i slutet av augusti 2013 för att visa solidaritet med de demonstranter som stött den egyptiska presidenten Muhammad Mursi vars parti Frihets- och rättvisepartiet hade kopplingar Muslimska brödraskapet. Symbolens ursprung är inte helt känt men framförallt uppmärksammades militärens upplösning av demonstrationerna på Rabia al-Adawiyya-torget vars namn förekommer i symbolen. Vid militärens ingripande på torget dödades närmare 300 demonstranter enligt officiella källor vilket är nästan hälften av de dödade under oroligheterna i hela landet. Rabia är på arabiska en feminin form av "fjärde" även om ordet i den betydelsen förhållandevis ovanlig, men Rabia al-Adawiyya, som namngett torget, hette så för att hon var den fjärde dottern.
Symbolen har fyllts med olika innehåll som att fyran står för att händelserna på Rabia al-Adawiyya-torget var det fjärde stora ingripandet mot Mursi-trogna demonstranter eller att president Mursi var den fjärde presidenten efter Gamal Abdel Nasser, Anwar Sadat och Hosni Mubarak. Tecknet är inte uteslutande en symbol för Muslimska brödraskapet och har ingen explicit koppling till islamisk extremism även om den ofta tolkas så. Framförallt när den började användas visades den som ett uttryck för solidaritet med de demonstranter som dog under protesterna på Rabia al-Adawiyya-torget och som stödde en demokratiskt vald regering.
I sociala medier används en stiliserad symbol med i form av en svart hand på gul bakgrund med texten R4BIA på handleden.